# Club Inglés (Tharsis)
El Club Inglés es un edificio de carácter histórico situado en el municipio español de Alosno, en la provincia de Huelva, comunidad autónoma de Andalucía. Fue construido durante la primera mitad del siglo XX para acoger la sede del club social que frecuentaban los miembros de la colonia británica de Tharsis.

## Historia
En 1866 la Tharsis Sulphur and Copper Company Limited se asentó en la cuenca minera de Tharsis-La Zarza, con el objetivo de explotar sus yacimientos. En 1913 la empresa puso en marcha la construcción del denominado Pueblo Nuevo de Tharsis para acoger al «staff» británico. El Club Inglés, que constituye uno de los edificios más emblemáticos del Pueblo Nuevo, era un espacio de encuentro para los técnicos y directivos de la compañía. La vida del club se articulaba en torno a un patio interior, contando el recinto con varias salas, un salón de billar, bar, cocinas y dos viviendas para trabajadores. 
Desde 2014 el edificio está inscrito en el Catálogo General del Patrimonio Histórico Andaluz y cuenta con la catalogación de Bien de Interés Cultural.